# UB-21号潜艇
陛下之UB-21号艇是德意志帝国海军于第一次世界大战期间建造的其中一艘UB-II型近岸潜艇或称U艇。它由汉堡的布洛姆与福斯船厂承建，于1915年9月26日下水，至1916年2月18日交付使用。其艇载武器包括两具500毫米的艇艏鱼雷发射管以及一门50毫米口径甲板炮。UB-21号曾先后被部署至多支潜艇区舰队，并参与了大西洋潜艇战。在总共26次巡逻期间，该艇累计击沉了33艘协约国或中立国商船，容积总吨为36764吨。战后，该艇于1918年11月24日移交英国正式投降，至1920年作为标靶在索伦特海峡被浅水重炮舰恐怖号击沉。

## 设计
第一次世界大战爆发后，随着U艇战形势的发展，UB-I型潜艇排水量过小、适航性不佳、推进系统可靠性低等问题愈发凸显。其水面航速甚至追不上商船，以5節（9.3每小時）航速潜航1小时后，蓄电池电能便会耗尽。它们甚至无力应对多佛尔海峡8至10節（15至19每小時）的海流。为此，潜艇监察局于1915年4月研发了UB-I型潜艇的放大版——UB-II型，并由德国国家海军办公室委托两家造船厂建造。其中UB-21号是由汉堡布洛姆与福斯船厂承建的第四艘，于1915年9月26日下水。
与前型UB-I型相比，UB-21号的水面及水下排水量分别增至270吨和292吨，全长36.13米，艇体采用单壳体加鞍形水柜构造。由于突破了铁路限界，舷宽也得以增至4.36米。该艇采用双桨驱动，具有更大的蓄电池容量和更高功率的发动机。其主机为两台科尔庭六缸四冲程280匹公制馬力（210千瓦特）柴油机用于水面运行，以及两台相同功率的西门子-舒克特电动发电机用于水下航行；水面最高航速9.15節（16.95每小時），水下5.81節（10.76每小時）；能够在水面以5节航速续航6,450海里（11,950），或以4節（7.4每小時）连续在水下航行45海里（83）而无需充电。蓄电池被放置在中央潜柜的前方，以配平更重的发动机安装。其最大潜水深度为50米，潜没需时为30－45秒。
UB-21号的主武器为两具500毫米艇艏鱼雷发射管，采用层叠式布局，以实现可以创造最佳表面效率的舷弧设计；鱼雷携带量增至4枚，鱼雷威力亦显著提高。辅助武器是一门50毫米甲板炮。司令塔增加了一具潜望镜，并配备了1根两段式可伸缩通信桅杆，前水平舵外形也做了调整。其标准船员编制为2名军官加21名水兵。

## 服役历史
1916年2月20日，UB-21号在首次担任U艇艇长、时年31岁的海军中尉恩斯特·哈斯哈根的指挥下正式入役，随即展开海试。完成海试后，该艇曾先后被编入驻北海的第一、第二区舰队以及驻波罗的海的第五区舰队，并参与了大西洋潜艇战。在其26次巡逻中，共击沉33艘协约国或中立国商船，容积总吨为36764吨。UB-21号于1918年10月7日退出前线，加入训练区舰队供潜艇学校使用。
UB-21号在战争中幸存了下来，没有被击沉。战后，根据对德停战协议的要求，该艇于1918年11月24日移交英国，并在哈维奇正式向协约国投降。1920年9月30日，UB-21号作为标靶在索伦特海峡被英国海军浅水重炮舰恐怖号击沉。其残骸于1970年被打捞上岸并出售，至1998年已大部分被清理，仅余一些残存下来。

## 袭击历史摘要
| 日期           | 船名            | 船籍       | 吨位 | 结局       |
| -------------- | --------------- | ---------- | ---- | ---------- |
| 1916年5月5日   | 哈拉尔德号      | 瑞典       | 275  | 击沉       |
| 1916年10月20日 | 莱克纳号        | 瑞典       | 204  | 击沉       |
| 1916年10月20日 | 兰迪号          | 挪威       | 467  | 击沉       |
| 1916年10月20日 | 斯瓦特维克号    | 瑞典       | 322  | 击沉       |
| 1916年10月21日 | 弗里策埃号      | 挪威       | 641  | 缴作战利品 |
| 1916年10月21日 | 格伦豪号        | 挪威       | 667  | 击沉       |
| 1916年10月22日 | 伦敦号          | 丹麦       | 184  | 击沉       |
| 1916年10月22日 | 索尔号          | 挪威       | 372  | 击沉       |
| 1916年11月3日  | 普路托号        | 挪威       | 1148 | 缴作战利品 |
| 1917年2月16日  | 安女士号        | 英国       | 1016 | 击沉       |
| 1917年2月17日  | 埃克塞尔号      | 英国       | 157  | 击沉       |
| 1917年2月22日  | 约翰·迈尔斯号   | 英国       | 687  | 击沉       |
| 1917年3月29日  | 拜韦尔号        | 英国       | 1522 | 击沉       |
| 1917年3月31日  | 北欧号          | 挪威       | 776  | 缴作战利品 |
| 1917年4月29日  | 维多利亚号      | 英国       | 1620 | 击沉       |
| 1917年5月2日   | 理查德·诺拉克号 | 挪威       | 1123 | 击沉       |
| 1917年5月5日   | 艾迪丝·卡维尔号 | 英国       | 20   | 击沉       |
| 1917年5月6日   | 哈罗德号        | 瑞典       | 1679 | 击沉       |
| 1917年5月8日   | 巴达维二号      | 荷蘭       | 157  | 缴作战利品 |
| 1917年6月6日   | S·N·A·2号       | 法國       | 2294 | 击沉       |
| 1917年6月7日   | 弗朗西斯爵士号  | 英国       | 1991 | 击沉       |
| 1917年7月21日  | 特雷利昂号      | 英国       | 3099 | 击沉       |
| 1917年7月22日  | 辉光号          | 英国       | 1141 | 击沉       |
| 1917年7月23日  | 万兰号          | 瑞典       | 1285 | 击沉       |
| 1917年8月24日  | 斯普林希尔号    | 英国       | 1507 | 击沉       |
| 1917年10月18日 | 阿姆斯特丹号    | 英国       | 1233 | 击沉       |
| 1917年10月19日 | 杰马号          | 英国       | 1385 | 击沉       |
| 1917年11月23日 | 海洋号          | 英国       | 1442 | 击沉       |
| 1917年12月29日 | 因弗尼斯号      | 英国       | 3734 | 击伤       |
| 1917年12月29日 | 帕特里亚号      | 俄罗斯帝国 | 838  | 击沉       |
| 1917年12月30日 | 赫丘利号        | 英国       | 1295 | 击沉       |
| 1918年3月25日  | 赫丘利号        | 英国       | 1095 | 击沉       |
| 1918年5月8日   | 康斯坦莎号      | 英国       | 772  | 击沉       |
| 1918年5月10日  | 安博托·门迪号   | 西班牙     | 2114 | 击沉       |
| 1918年5月11日  | 哥西娅号        | 瑞典       | 1826 | 击沉       |
| 1918年5月12日  | 哈斯灵登号      | 英国       | 1934 | 击沉       |
| 1918年7月4日   | 曼托尔号        | 挪威       | 539  | 击沉       |
| 1918年9月26日  | 保罗号          | 比利时     | 659  | 击沉       |

## 脚注
1. 1 2 3 4 5  Rössler，第64頁.
2. 1 2 3 4  Helgason, Guðmundur. . German and Austrian U-boats of World War I - Kaiserliche Marine - Uboat.net.   [2022-03-21].
3. 1 2 3  Gröner 1991，第23-25頁.
4. 1 2  Helgason, Guðmundur. . German and Austrian U-boats of World War I - Kaiserliche Marine - Uboat.net.   [2015-01-29].
5. ↑  Helgason, Guðmundur. . German and Austrian U-boats of World War I - Kaiserliche Marine - Uboat.net.   [2015-01-29].
6. ↑  Helgason, Guðmundur. . German and Austrian U-boats of World War I - Kaiserliche Marine - Uboat.net.   [2015-01-29].
7. ↑  Helgason, Guðmundur. . German and Austrian U-boats of World War I - Kaiserliche Marine - Uboat.net.   [2015-01-29].
8. 1 2 3  陈进，第47頁.
9. ↑  Rössler，第50頁.
10. 1 2  Helgason, Guðmundur. . German and Austrian U-boats of World War I - Kaiserliche Marine - Uboat.net.   [2015-01-29].
11. ↑  Dodson & Cant，第49, 129頁.